# آمپلیفون
آمپلیفون (انگلیسی: Amplifon) شرکت الکترونیک ایتالیایی است، که در سال ۱۹۵۰ تأسیس شد.